# Descendents
Descendents is een Amerikaanse punkband afkomstig uit Manhattan Beach, Californië. De band werd opgericht in 1977 door gitarist Frank Navetta, basgitarist Tony Lombardo en drummer Bill Stevenson. In 1980 schakelden ze Stevensons schoolvriend Milo Aukerman in als zanger en presenteerde de band zichzelf als een punkband. Ze werden uiteindelijk een grote speler in de hardcore punkscene die zich op dat moment in Los Angeles ontwikkelde.
De band heeft tot op heden in totaal zeven studioalbums, drie livealbums, drie verzamelalbums en drie ep's laten uitgeven. Sinds 1986 bestaat de formatie van Descendents uit zanger Milo Aukerman, gitarist Stephen Egerton, bassist Karl Alvarez en drummer Bill Stevenson.

## Geschiedenis

### Vroege jaren (1978-1984)
In 1977 begonnen de vrienden Frank Navetta en David Nolte liedjes te schrijven op de gitaar met de bedoeling om later een band te vormen. Aanvankelijk noemden ze zichzelf The Itch, totdat Navetta de naam Descendents als suggestie kreeg. Tegen het einde van het jaar hadden ze nog steeds geen nieuwe bandleden, dus Nolte sloot zich in plaats daarvan aan bij The Last met zijn broers. Tegen het einde van 1978 werd Navetta vergezeld door drummer Bill Stevenson en bassist Tony Lombardo, die het project Descendents nieuw leven inbliezen. Nolte zong met de groep bij een aantal van hun vroege uitvoeringen, maar tegen het voorjaar van 1979 werd The Last actiever en verliet hij Descendents. De formatie Lombardo, Navetta en Stevenson namen samen de eerste single van de band op, dat werd uitgegeven via het platenlabel van van de band zelf, Orca Records. "It's a Hectic World" werd gezongen door Lombardo en "Ride the Wild" door Navetta. De muziekstijl op het album neigt erg naar de surfrock. Nolte produceerde en mixte de single.
Na een proefperiode van zes maanden met een zangeres (Cecilia Loera), rekruteerden ze Milo Aukerman als hun nieuwe zanger. De toevoeging van Aukerman en - naar eigen zeggen - de consumptie van grote hoeveelheden koffie leidden ertoe dat de band kortere, snellere en agressievere nummers schreef in een hardcore punkstijl. Ze brachten later ep Fat uit in 1982. Het was een plaat die de aanwezigheid van de band in de hardcore punkscene in Zuid-Californië bevestigde met zijn korte, snelle, agressieve punknummers.
Voor de opname van het debuutalbum dat zou worden uitgegeven in juni 1982 werkte de band bij Total Access Recording in het Californische Redondo Beach met de producer Spot, die ook Fat had ontworpen en geproduceerd. Hoewel de nummers van de band nog steeds kort en snel waren, zijn de nummers op het debuutalbum Milo Goes to College ook een stuk melodieuzer. Zanger Milo Aukerman zei later: "Het is interessant: we zijn erg melodieus begonnen, namen toen een hardcore-stijl aan, maar mixten de twee op een gegeven moment en kregen als uitkomst een melodieus soort hardcore."
De titel van het album en de illustratie op de hoes verwijzen naar het vertrek van Aukerman van de band om biochemie te studeren aan de Universiteit van Californië in San Diego. De illustratie werd gemaakt door Jeff Atkinson en is gebaseerd op eerdere karikaturen van Roger Deuerlein, een klasgenoot op de middelbare school van Aukerman. Deuerlein tekende toentertijd strips en posters waarin Aukerman werd afgebeeld als de nerd van de klas.
De band bleef een tijdlang optreden met Ray Cooper als zanger - die vervolgens overstapte op slaggitaar - en af en toe met Aukerman wanneer hij Los Angeles bezocht. Rond deze tijd sloot drummer Bill Stevenson zich aan bij Black Flag, met de intentie in beide bands tegelijk te blijven spelen. Stevenson vond het echter al snel moeilijk dit vol te houden vanwege tour- en opnameschema van Black Flag. Stevenson besloot hierop om even te stoppen met Descendents, en de band was vanwege de inactiviteit van Aukerman en Stevenson van 1983 tot en met 1985 inactief.

### Reformatie (1985-1995)
In 1985 verliet Stevenson Black Flag en kwamen hij, Aukerman, Cooper en Lombardo weer samen bijeen als de Descendents om het studioalbum I Don't Want to Grow Up op te nemen in april dat jaar met producer David Tarling. Het album werd uitgegeven via het platenlabel New Alliance Records. Lombardo kon niet toeren met de band vanwege zijn baan bij de USPS en werd vervangen door Doug Carrion, die tijdens drie Descendents-tours optrad.
Het derde studioalbum, getiteld Enjoy!, werd opgenomen in maart en april 1986. Bill Stevenson was de producer van dit album. De band speelde hierna in de zomer van 1986 een tour om Enjoy! te promoten. Na de tour verlieten Carrion en Cooper de band en werden respectievelijk vervangen door Karl Alvarez en Stephen Egerton van de Utah-band Massacre Guys. In 1987 werd New Alliance verkocht aan SST Records, waar Enjoy! opnieuw werd uitgebracht als cassette en cd. Op deze versies van het album staan twee bonustracks, namelijk "Orgofart" en "Orgo 51".
Een week later op 10 september, verhuisden Stephen Egerton en Karl Alvarez vanuit Salt Lake City naar Los Angeles. Het vierde studioalbum, getiteld All, werd opgenomen in januari 1987 met opnametechnicus Richard Andrews en producer Bill Stevenson. Het album heeft als thema het concept 'alles' (Engels: all). All werd uitgegeven in 1987 via SST Records op cassette, cd en lp. In de lente en zomer van 1987 speelde de band twee tours, met als laatste de FinALL Tour', wat verwijst naar het besluit van Aukerman om de band te verlaten en een carrière te maken met zijn biochemie-studie. Na het vertrek van Aukerman werd hij vervangen door Dave Smalley van Dag Nasty. Deze nieuwe formatie ging verder onder de bandnaam All. Met Smalley en later de zangers Scott Reynolds en Chad Price, liet All acht albums uitgeven tussen 1988 en 1995.

### Tweede reformatie (1995-2003)
In 1995 uitte Aukerman zijn wens om terug te keren naar het opnemen en optreden. De bandleden besloten om weer met hem samen te werken als de Descendents terwijl ze verder werkten met Price als All, om "ruimte te maken voor Milo zonder Chad te verdrijven".
Het vijfde studioalbum, getiteld Everything Sucks, werd opgenomen in juni en juli 1996 in The Blasting Room, een studio gebouwd en gerund door Stevenson in Fort Collins, Colorado. Oorspronkelijke Descendents-leden Tony Lombardo en Frank Navetta werkten ook mee aan het album: Navetta schreef het nummer "Doghouse" en zowel hij als Lombardo speelden het tijdens de opnamesessies, waarmee het de eerste opname is van originele Descendents-formatie van Aukerman, Lombardo, Navetta en Stevenson sinds Milo Goes to College uit 1982. Lombardo speelde ook gitaar voor het nummer "Eunuch Boy", een lied dat hij en Aukerman vijftien jaar eerder hadden geschreven.
Zowel All als Descendents tekenden samen een contract bij het platenlabel Epitaph Records, het label dat Everything Sucks, de All-albums Mass Nerder (1998) en Problematic (2000), en het live-splitalbum Live Plus One (2001) van Descendents en All uitgaf. Het gerucht ging dat Epitaph All niet zou tekenen zonder de Descendents ook te krijgen, maar Stevenson legde uit dat de overeenkomst was gemaakt omdat Epitaph-hoofd Brett Gurewitz beide bands toestond om naar eigen goeddunken de albums te maken.

### Reünies enHypercaffium Spazzinate(2004-heden)
Tijdens de vroege millenniumjaren nam Aukerman een tijdelijke pauze wat betreft de biochemie en ging hij weer in Descendents spelen om een nieuw studioalbum op te nemen. De opnamesessies voor Cool to Be You vonden in februari 2002 plaats in The Blasting Room. Er waren tevens extra opnamesessies in april. Beide werden geproduceerd door Stevenson. Het duurde echter nog twee jaar voordat de opnames uitgegeven zouden worden. Stevenson legde uit dat de kloof van acht jaar tussen albums van Descendents te wijten was aan het feit dat de bandleden kinderen hadden en aan de dood van zijn vader.
Voor de uitgave van Cool to be You tekende de band een contract bij het platenlabel Fat Wreck Chords. Fat Mike, hoofd van het label en bassist en zanger van de punkband NOFX was al lang fan van de band en zijn enthousiasme om met hen samen te werken was een belangrijke factor bij de beslissing van de band om zich bij het label aan te sluiten. Het album werd voorafgegaan door de ep 'Merican in februari 2004, wat werd gevolgd door het volledige album in maart. Cool to Be You werd uitgegeven op lp en cd en de hoes bevat een tekening van de Milo-karikatuur getekend door Chris Shary.
In oktober 2008 stierf oorspronkelijk lid Frank Navetta nadat hij ziek werd in de loop van een paar dagen.
In 2010 kwamen de Descendents weer samen voor een serie optredens. Volgens Milo was de reünie geen officiële hervorming. Hij classificeerde deze als "eenmalige shows", die meestal werden gespeeld als hij in staat was om te profiteren van zijn vakantiedagen.
In mei 2015 werd door Stevenson bekendgemaakt dat de band aan het werken was aan enkele demoliedjes voor een nieuw album, dat mogelijk ergens in 2016 zou verschijnen. Op 22 april 2016 werd aangekondigd dat het volgende album van de band, getiteld Hypercaffium Spazzinate, samen met een ep met daarop vijf bonustracks van dezelfde opnamesessies getiteld Spazzhazard in juli 2016 door Epitaph zou worden uitgegeven. Op 7 juni werd "Victim of Me", de debuutsingle van Hypercaffium Spazzinate, beschikbaar gemaakt voor alle streamingdiensten.
In juli 2016 kondigde Aukerman aan dat hij zijn wetenschappelijke carrière zou stopzetten om zich volledig te kunnen richten op Descendents. Hierop nam hij ontslag bij DuPont. In april 2017 bracht de band een op zich zelf staande single uit met de titel "Who We Are", een zeer politiek nummer dat het presidentschap van de Amerikaanse president Donald Trump betreurt en het fanatisme, geweld en verdeeldheid die de band vindt dat hij heeft veroorzaakt verwerpt.

## Leden
Huidige leden
- Bill Stevenson - drums (1978-1983, 1985-1987, 1995-1997, 2002-2004, 2010-heden)
- Milo Aukerman - zang (1980-1982, 1985-1987, 1995-1997, 2002-2004, 2010-heden)
- Karl Alvarez - basgitaar (1986-1987, 1995-1997, 2002-2004, 2010-heden)
- Stephen Egerton - gitaar (1986-1987, 1995-1997, 2002-2004, 2010-heden)

Voormalige leden
- Frank Navetta - gitaar (1977-1983)
- David Nolte - zang, gitaar (1977-1979)
- Tony Lombardo - basgitaar (1978-1983, 1985)
- Ray Cooper - zang, slaggitaar (1982-1983), gitaar (1985-1986)
- Doug Carrion - basgitaar (1985-1986)

## Discografie
Studioalbums
- Milo Goes to College (1982)
- I Don't Want to Grow Up (1985)
- Enjoy! (1986)
- All (1987)
- Everything Sucks (1996)
- Cool to Be You (2004)
- Hypercaffium Spazzinate (2016)
- 9th & Walnut (2021)